# Абрагам Тонелли
«Достопамятное жизнеописание его величества Абрагама Тонелли» — сказка немецкого писателя Людвига Тика, опубликованная в 1798 году в составе сборника «Страусовые перья». Представляет собой пародию на популярные в то время «страшные романы», ироническое противопоставление волшебной сказке рококо.
«Абрагама Тонелли» высоко оценили Жан Поль, Готфрид Келлер. Эрнст Теодор Гофман начал писать продолжение этой сказки под названием «Новейшие судьбы одного диковинного человека», но вскоре бросил эту затею. Влияние сказки Тика ощущается в романе «Житейские воззрения кота Мурра».

## Издания
- Тик Л. Достопамятное жизнеописание Его Величества Абрагама Тонелли : в трёх отделениях / пер. А. А. Морозова // Немецкие волшебно-сатирические сказки / изд. подг. А. А. Морозов; отв. ред. А. В. Фёдоров. — Л. : Наука : ленинградское отделение, 1972. — С. 60—106. — (Литературные памятники). — 30 000 экз.